# Liechtenstein i olympiska sommarspelen 1996
Liechtenstein deltog i de olympiska sommarspelen 1996 med en trupp bestående av två deltagare, men ingen av landets deltagare erövrade någon medalj.

## Friidrott
Damernas sjukamp
- Manuela Marxer

## Judo
Damernas halv mellanvikt
- Birgit Blum